# Pero converga
Pero converga là một loài bướm đêm trong họ Geometridae.